# Dalanistes
Dalanistes es un género extinto de los primeros mamíferos carnívoros acuáticos de agua dulce de la familia Remingtonocetidae común en las líneas costeras del antiguo Mar de Tetis durante el Eoceno. Vivieron hace 48,6 a 37,2 millones de años, y existieron aproximadamente durante 11,4 millones de años.

## Taxonomía
Dalanistes fue denominado por Gingerich y colaboradores en 1995. La especie descrita fue Dalanistes ahmedi. La cual se consideró monofilético por Ushen en 2010. Fue asignado a la familia Remingtonocetidae por Gingerich en 1995, McKenna y Bell en 1997, Williams en 1998, Thewissen en 2001, Gingerich en (2001), Geisler y Sanders en 2003, McLeod y Barnes en 2008 y Uhen e 2010.

## Morfología
Dalanistes tenía cuatro miembros funcionales y útiles, el cuerpo esbelto de cola larga y cabeza de tipo hidrodinámico.

## Distribución fósil
Tres ejemplares fueron encontrados al centro norte de Pakistán, cerca de la frontera con la India.